# Out of Practice
Out of Practice é uma sitcom norte-americana que passava no canal americano CBS. No Brasil é exibido pelo canal Sony Entertainment Television.
O programa produzido pelos vencedores do Emmy, Joe Keenan e Christopher Lloyd (produtores de Frasier), o show fala de uma família de médicos que têm pouco em comum.
O show foi cancelado com 8 episódios não exibidos, após o advento de The New Adventures of Old Christine.